# Нагорняк Сергій Миколайович
Сергі́й Микола́йович Нагорня́к (нар. 5 вересня 1971, Вінниця, Українська РСР, СРСР) — український футболіст. Головний тренер команди «Епіцентр» із Кам'янця-Подільського. У минулому гравець збірної України. У чемпіонатах України провів 169 матчів, забив 31 м'яч.

## Життєпис

### Клубна кар'єра
Починав грати в рідній Вінниці — спочатку в аматорських командах, потім — у професійному клубі «Нива». У ці роки виділявся на полі спринтерськими якостями.
У 1995 році прийняв запрошення В'ячеслава Грозного приїхати на збори московського «Спартака». Після їх закінчення був зарахований до столичного клубу. Проте заграти в основі не вдалося через конкуренцію. У підсумку, вже з осені 1995 року грав за «Дніпро». Разом з командою вдало виступав в лізі й кубку — у 1997 році був фіналістом Кубка України («Дніпро» поступився «Шахтарю» 0:1).
В сезоні 1997/98 у «Дніпрі» на Сергія вийшли селекціонери донецького «Шахтаря». Через деякий час, після дзвінка від тренера Валерія Яремченка, перейшов до «гірників». Закріпитися в новому клубі не вдалося — за Яремченка він грав постійно. А потім у «Шахтар» прийшов Віктор Прокопенко, який від послуг футболіста відмовився.
У 2000, після закінчення контракту з «Шахтарем», зважився на переїзд до Китаю. У перший же рік був визнаний найкращим легіонером чемпіонату Китаю, хоча команда зайняла лише 5-е місце. У китайських клубах працював під керівництвом російських фахівців — в «Шеньян Хайш» з Валерієм Непомнящим, в «Шаньдун Лунен» — з Борисом Ігнатьєвим. У підсумку, відіграв у Китаї 4 роки.

### Кар'єра в збірній
За збірну України зіграв 14 матчів. Дебютував 7 вересня 1994 року в матчі зі збірною Литви.

### Тренерська кар'єра
У червні 2014 року Сергій Миколайович став асистентом нового головного тренера «Дніпра» Мирона Маркевича. У тренерському штабі йому доручили відповідати за атакувальні дії команди. Але через два роки у червні 2016 року разом головним тренером залишив тренерський штаб. Із 2019 року очолював юнацькі збірні різних вікових груп. 
2 вересня 2022 року призначений головним наставником кам'янець-подільського «Епіцентру», паралельно поєднує роботу із збірною України U-19.

### Особисте життя
Дружина Світлана, дочка Ольга, син Юрій. Після закінчення кар'єри займався бізнесом у Києві. Запрошується на програму Про футбол каналу 2+2  як експерт.

## Досягнення
Командні
- Віце-чемпіон України: 1999
- Фіналіст Кубка України (2): 1997, 2006
- Бронзовий призер чемпіонату України (2): 1996, 1998

Особисті
- Найкращий легіонер чемпіонату Китаю: 2000